# تيري برايس
تيري برايس (بالإنجليزية: Terry Price)‏ (11 أكتوبر 1945 بكولشيستر في المملكة المتحدة - ) هو لاعب كرة قدم بريطاني في مركز جناح ‏. لعب مع إبسفليت يونايتد وكولتشستر يونايتد ونادي بارنت ونادي ليتون أورينت ونادي تشيلمسفورد وTiptree United F.C. ‏.

## وصلات خارجية
- تيري برايس على موقع قاعدة بيانات كرة القدم.إي يو (الإنجليزية)